# Corethrella alba
Corethrella alba är en tvåvingeart som beskrevs av Art Borkent 2008. Corethrella alba ingår i släktet Corethrella och familjen Corethrellidae. Inga underarter finns listade i Catalogue of Life.